# California Historical Landmark

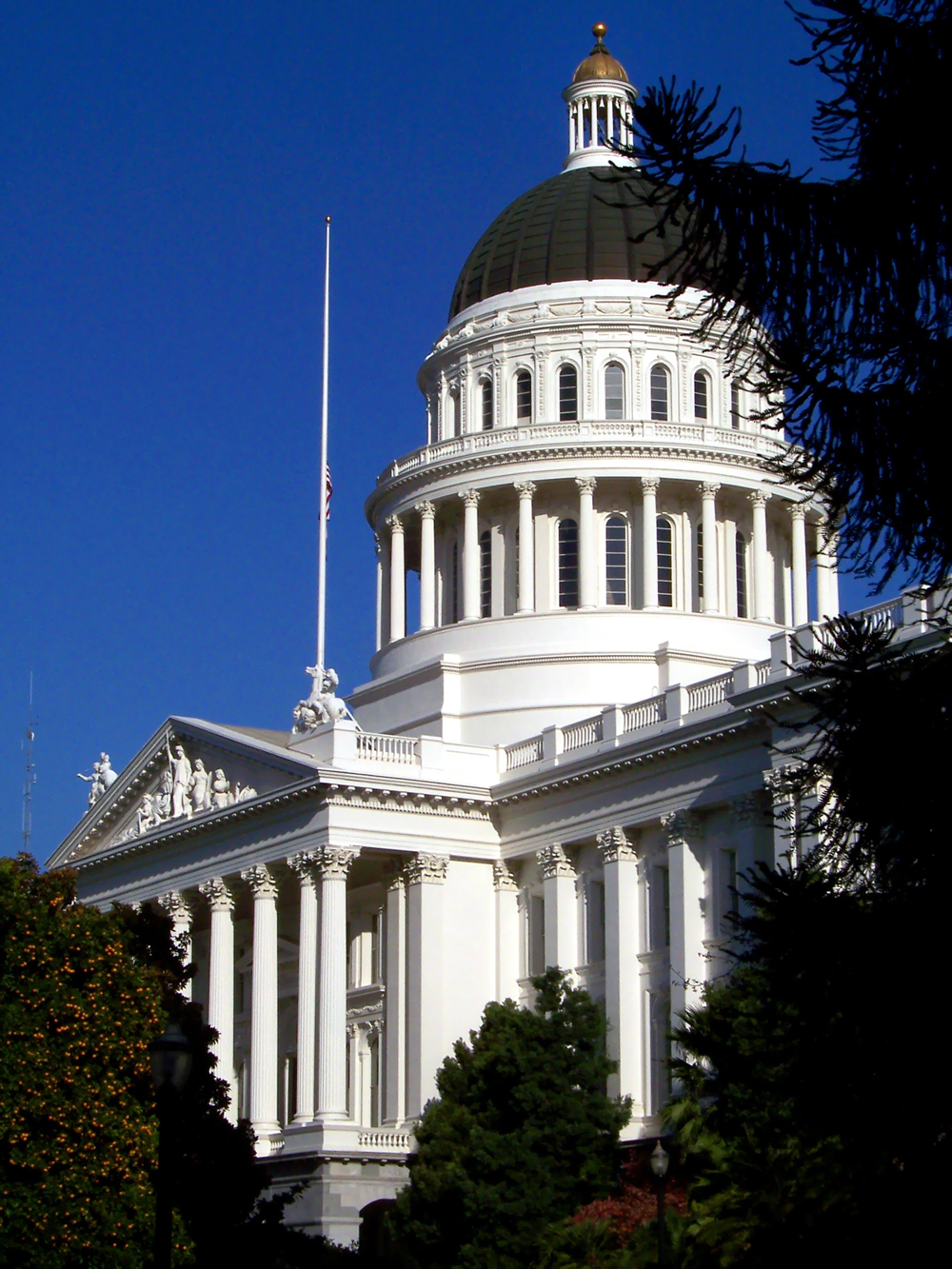
El Capitolio de California, es un « California Historical Landmark ».

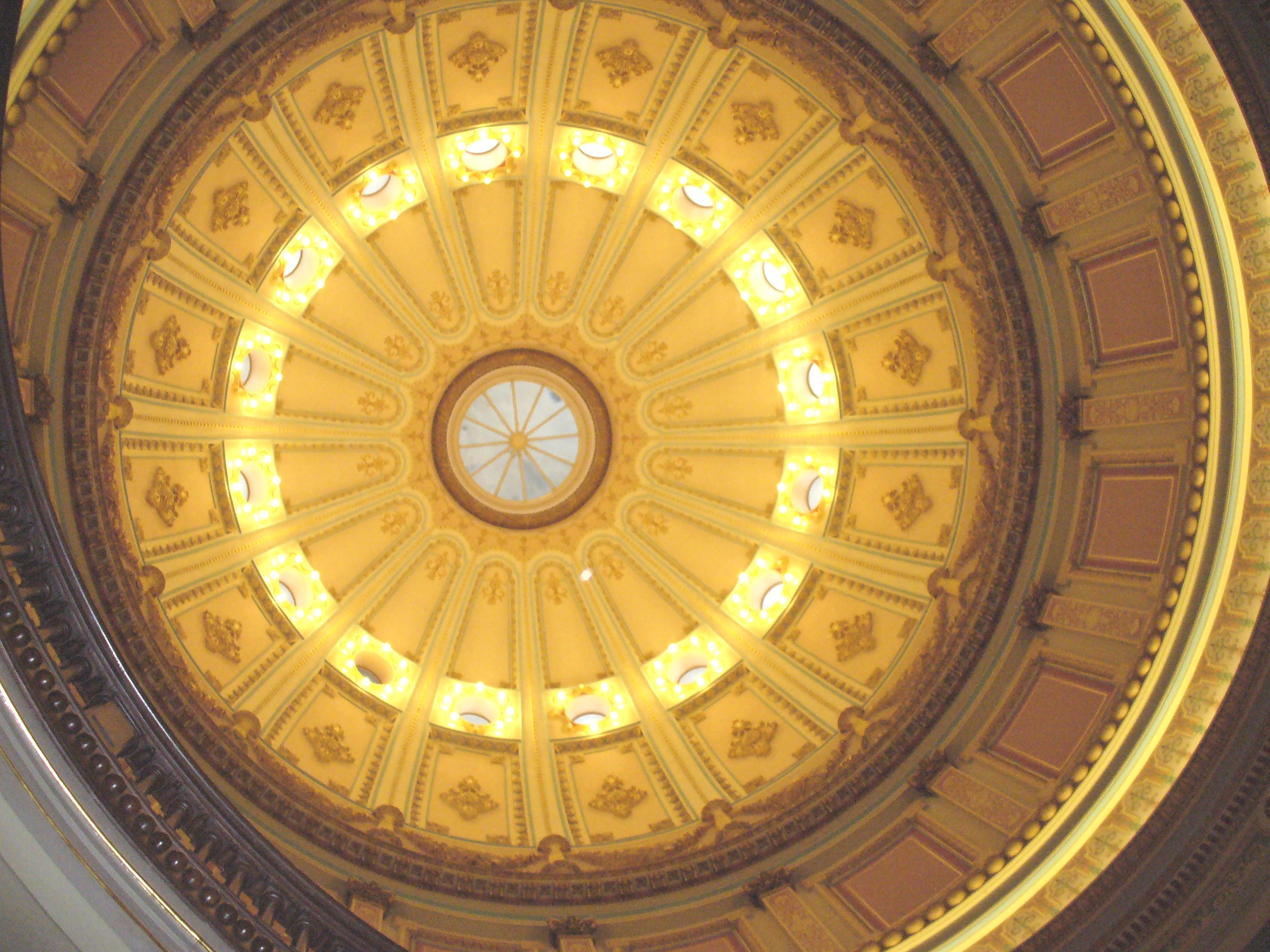
La cúpula dorada del Capitolio vista en su interior.

California Historical Landmarks (CHLs) (en español: Hitos históricos de California), son edificios, estructuras, sitios o lugares en el estado de California que se han decidido que tienen una significación de hito histórico a nivel de todo el estado.

## Criterios
El significado histórico se determina mediante el cumplimiento de al menos uno de los criterios enumerados a continuación:
1. Aprobado para su designación por la Junta de Supervisores del Condado o el / Ayuntamiento de Ciudad en cuya jurisdicción se encuentra
2. Ser recomendado por la « California State Historical Resources Commission »
3. Ser designado oficialmente por el director de California State Parks[1]

## Otras designaciones
Hitos históricos de California de #770 y por encima se enumeran automáticamente en el California Register of Historical Resources.
Por el contrario, un sitio, construcción, función, o evento que es de significado local (ciudad o condado) puede ser designado como un California Point of Historical Interest.